# Stephen Hagan
Stephen Hagan (Belfast, 25 januari 1985) is een Noord-Iers acteur. Hij speelde in diverse films en series, waaronder Against the Dark, Midsomer Murders en You.

## Filmografie

### Film
- 2009: Against the Dark, als Ricky
- 2014: Shooting for Socrates, als Phil Hughes
- 2016: The Truth Commissioner, als Alan
- 2016: Risen, als Bartolomeüs
- 2017: Zoo, als Jake McClure
- 2021: When the West Is Done with You, als de cowboy

### Televisie
- 2007: Clapham Junction, als tv-assistent
- 2009: Mistresses, als knappe mixoloog
- 2009: Best: His Mother's Son, als Steve Fullaway
- 2009: The Cut, als Ryan
- 2011: Injustice, als David Clanning
- 2014: A Royal Christmas, als Leo
- 2014: Identity, als Jasper
- 2015: Midsomer Murders, als Jay Templeton
- 2016-2019: Lucky Man, als Clayton
- 2019: Medici, als Leonardo da Vinci
- 2021: The Larkins, als Tom Fisher
- 2022-2024: Hope Street, als Al Quinn
- 2023: You, als Malcolm Harding
- 2024: Strike, als Richard Murphy
- 2025: Love of the Irish, als Liam